# Le Panorama. Merveilles de France, Belgique, Suisse, Algérie et Tunisie
Le Panorama. Merveilles de France, Belgique, Suisse, Algérie et Tunisie est une revue illustrée française, publiée par l'éditeur Ludovic Baschet et commercialisé à une fréquence hebdomadaire en 1895. Elle est composée de 25 fascicules, chacun contenant 14 photographies dont un panorama photographique, consacrées au voyage et au patrimoine de la France d'un pays ou d'une région de France, de Belgique, de Suisse, d'Algérie, et de Tunisie.
Chaque numéro de la revue est de format à l’italienne (28x34 cm), composé de 8 pages comprenant un panorama central en in-8 oblong et de 14 clichés de photographies d'un site touristique ou pittoresque. Elles sont accompagnées de légendes introduisant des références littéraires, proverbes, descriptions stylistiques et artistiques, et informations historiques.

## Historique
La revue est fondée et dirigée par les frères Neurdein, photographes de cartes postales, associés à René Baschet, un éditeur engagé dans l'illustration.
La nouveauté de cette revue tient à son coût particulièrement bon marché, soixante centimes par numéro, presque uniquement composée de photographies, ainsi qu'à son important tirage, chaque numéro étant tiré à 45000 exemplaires en moyenne. Ce modèle sera repris dans les dix années qui suivent pour toutes sortes de thématiques à la mode.
Le Panorama. Merveilles de France, Belgique, Suisse, Algérie et Tunisie est une revue importante dans l'histoire de la photographie. Elle est considérée comme l'une des premières revues illustrées à avoir utilisé la photographie de manière systématique. La revue a contribué à populariser la photographie en France et dans le monde.
Les photographies de la revue sont aujourd'hui considérées comme des documents historiques importants. Elles témoignent de l'état des pays et régions représentés au début du XXe siècle.
Le Panorama constitue une nouvelle manière de présenter les images, pour un public élargi à qui l’on propose à la fois une attraction et un symbole, selon François Robichon : « Le Panorama fut pensé tout à la fois comme un art populaire, une industrie du divertissement ou un moyen d’éducation populaire », . Le format « panorama » en photographie est intimement lié à un effet spectaculaire souhaité pour le paysage représenté, qui en enclencherait les conditions du dépaysement.

## Contenu
Chaque fascicule de la revue est composé d'un panorama photographique d'un pays ou d'une région. Le panorama est généralement composé de 14 photographies, qui sont imprimées sur un papier d'une qualité moyenne. Les photographies sont accompagnées de textes explicatifs qui présentent les sites et monuments photographiés.
Le contenu de chaque livraison comporte souvent les mêmes caractéristiques : parmi les images il y a au moins un site de montagne et un bord de mer, un château, une église ou cathédrale, une vue d’Afrique du Nord, une vue de Paris et une œuvre d’art le plus souvent.
Les pays et régions représentés dans la revue sont les suivants :
- France : Paris, les châteaux de la Loire, les Alpes, la Provence, la Bretagne, etc.
- Algérie : Alger, la Casbah, etc.
- Belgique : Bruxelles, Bruges, Liège, etc.
- Suisse : Genève, Zurich, les Alpes suisses, etc.

Dans les dix années suivant sa publication, d’autres séries sont ainsi lancées, qui reprennent le titre de « Panorama » ainsi que son graphisme :
- Panorama Le Louvre. Nos musées nationaux, n°1, 2, 3, [vers 1895].
- Panorama salon 1895 : Le nu, n° 5 et 7, [vers 1895].
- Panorama L'album du nu l'art français. Salons et expositions de 1896, 2 fascicules III et IX, 1896.
- Panorama Paris la nuit, n°1, 1898.
- Panorama Salon, n°1, 1900.
- Le Panorama. Exposition universelle 1900, 1900 (Disponible sur Gallica).
- Panorama Algérie et Tunisie, n°1, 2, 3, 1903.

Antonin Neurdein témoigne dans un courrier de 1909 du décalage entre la production de cartes postales et leur usage non encore ancré : « Après l’exposition, encouragés par le succès de la Tour Eiffel, nous continuâmes ce genre d’édition [de cartes postales] par la vente des vues de France, mais le public fut long à accepter ce genre de publication, et pendant plusieurs années nous fûmes les seuls à imprimer et vendre des cartes en France. Vers 1892, le succès s’affirma et la vente prit une extension considérable. » (Courrier d’Antonin Neurdein au sous-secrétaire d’État aux Beaux-arts du 16 janvier 1909, Archives de la Médiathèque de l’Architecture et du Patrimoine).
La « Table des gravures » des 25 numéros est disponible sur Wikisource.